# Општина Крампоја (Олт)
Крампоја (рум. Crâmpoia) општина је у Румунији у округу Олт.
Oпштина се налази на надморској висини од 121 m.